# Corbera (kommunhuvudort)
Corbera är en kommunhuvudort i Spanien.   Den ligger i provinsen Província de València och regionen Valencia, i den östra delen av landet, 300 km öster om huvudstaden Madrid. Corbera ligger 43 meter över havet och antalet invånare är 3 057.
Terrängen runt Corbera är platt norrut, men söderut är den kuperad. Terrängen runt Corbera sluttar norrut. Runt Corbera är det ganska tätbefolkat, med 179 invånare per kvadratkilometer. Närmaste större samhälle är Sueca, 6,7 km nordost om Corbera. 